# 6931 Kenzaburo
6931 Kenzaburo (1994 VP6) là một tiểu hành tinh vành đai chính được phát hiện ngày 4 tháng 11 năm 1994 bởi K. Endate và K. Watanabe ở Kitami.